# Pozycja misjonarska

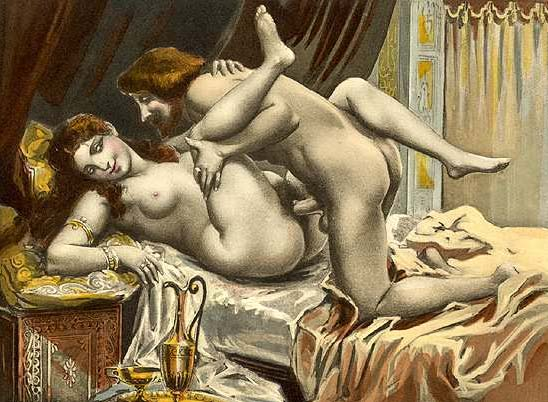
Édouard-Henri Avril: przedstawienie pozycji misjonarskiej

Pozycja misjonarska, pozycja klasyczna – rodzaj pozycji ciała w trakcie stosunku płciowego (kopulacji), w której mężczyzna znajduje się na kobiecie leżącej na plecach i oboje są skierowani twarzami do siebie. Istnieje wiele wersji tej pozycji, które pozwalają na różny stopień głębokości penetracji i stymulacji łechtaczki, a także zmienny udział kobiety w stosunku. Kobieta może opierać nogi na łóżku, unosić je w powietrzu lub objąć nimi partnera, a pod miednicę można podkładać różną liczbę poduszek.
Pogląd, że nazwa „pozycja misjonarska” pochodzi od chrześcijańskich misjonarzy, którzy nauczali, że ta pozycja jest jedynym właściwym sposobem odbycia stosunku płciowego, jest nieprawdziwy. W rzeczywistości pojęcie to pojawiło się prawdopodobnie w latach 1945–1965 w wyniku zbieżności nieporozumień i błędnych interpretacji dokumentów historycznych. Według The Dinah Project Alfred Kinsey w swojej książce z 1948 Sexual Behavior in the Human Male błędnie zinterpretował wyjaśnienie antropologa Bronisława Malinowskiego opisującego mieszkańców Wysp Trobrianda na południowo-zachodnim Pacyfiku w 1929, którzy pokpiwali z Europejczyków, wykonując karykatury „ogólnie sztywnego zachowania spiętych białych”.
Toskańczycy nazywają tę pozycję „anielską”, a niektóre grupy posługujące się językiem arabskim „zachowaniem wężów”.